# فينسيسلاو براس
 فينسيسلاو براس رئيس البرازيل التاسع، حكم البرازيل للفترة 1914-1918 خلفاً للرئيس هيرميس دا فونيسكا. كان من المفترض أن يخلفه الرئيس رودريغز ألفيز في المنصب لكن لظروف مرضه جاء بعده الرئيس ديلفيم موريرا.